# Otsego (Minnesota)
Otsego es una ciudad ubicada en el condado de Wright, en el estado estadounidense de Minnesota. Es un suburbio del noroeste del área metropolitana de Minneapolis-Saint Paul. Según el censo de 2020, tiene una población de 19,966 habitantes.

## Geografía
Otsego se encuentra ubicada en las coordenadas 45°15′51″N 93°37′15″O / 45.26417, -93.62083. Según la Oficina del Censo de los Estados Unidos, Otsego tiene una superficie total de 79.07 km², de la cual 76.69 km² corresponden a tierra firme y 2.38 km² es agua.

## Demografía
Según el censo de 2010, había 13571 personas residiendo en Otsego. La densidad de población era de 171,86 hab./km². De los 13571 habitantes, Otsego estaba compuesto por el 93.23% blancos, el 1.78% eran afroamericanos, el 0.41% eran amerindios, el 1.76% eran asiáticos, el 0.13% eran isleños del Pacífico, el 0.76% eran de otras razas y el 1.92% pertenecían a dos o más razas. Del total de la población el 2.42% eran hispanos o latinos de cualquier raza.